# Ziggo Sport Race Café
Het Ziggo Sport Race Café, voorheen Formule 1 Café, is een Nederlands praatprogramma over de Formule 1 en autosport op de zender Ziggo Sport. Het programma werd sinds de start op 24 maart 2017 gepresenteerd door Rob Kamphues met voormalig Formule 1-coureur Robert Doornbos als vaste gast/analist. Beiden vertrokken als vast gezicht van het programma na afloop van het Formule 1-seizoen van 2024. Doornbos bleef nog wel aan het programma verbonden als deskundige op afstand, vanwege zijn verhuizing naar het Midden-Oosten. Shelly Sterk en Chris Zegers namen de presentatie over van Kamphues en nemen om de week de presentatie op zich.

## Geschiedenis

### Formule 1 Café
Het Formule 1 Café werd geïntroduceerd vanwege de plannen die Ziggo Sport had voor het uitbreiden van de verslaggeving omtrent de Formule 1 en de coureur Max Verstappen. Op 24 maart 2017 werd de eerste aflevering van het programma uitgezonden. Het wordt sinds het begin live uitgezonden op vrijdagavond met Rob Kamphues als vaste presentator.
Het kent een aantal vaste personen, waaronder dus presentator Kamphues en de vaste gast Robert Doornbos. Daarnaast is Rob van Gameren sidekick en zijn Giedo van der Garde, Renger van der Zande, Ho-Pin Tung, Tim Coronel en Tom Coronel vaak tafelgast. Ook was Max Verstappen een aantal keer te gast in het programma, door middel van een videocall.
Videocalls met gasten is een terugkerend aspect van het programma. Zo kwamen respectievelijk teambazen Günther Steiner en Christian Horner door een videocall afzonderlijk voorbij in een aflevering. Daarnaast wordt er vaak door een interview met Olav Mol een item aan Max Verstappen gewijd. Olav Mol en Jack Plooij zorgen dan ook voor de verslaggeving vanaf het desbetreffende circuit waar op dat moment geracet wordt.
Aan het begin van het seizoen 2020 werd een geavanceerde simulator in de studio geïntroduceerd. Deze wordt sindsdien ingezet voor een nieuw onderdeel in de show waarin de gast van die dag een poging onderneemt de snelste tijd neer te zetten. Zo kwam bijvoorbeeld coureur Loek Hartog op 16 november 2020 naar de studio om op de simulator te rijden.
In 2020 en 2021 werd de zender ook gedwongen om het programma anders vorm te geven, vanwege de coronapandemie. Zo werd het programma uitgezonden zonder publiek. Ook was onzeker of het programma überhaupt door kon gaan vanwege de coronamaatregelen. Uiteindelijk heeft het programma in 2020 en 2021 wel kunnen uitzenden.

### Ziggo Sport Race Café
Na het verliezen van de live uitzendrechten van de Formule 1 aan Viaplay zocht Ziggo Sport naar een nieuwe invulling van het programma en de bredere programmering. Besloten werd om het programma breder te maken en meer aandacht te gaan besteden aan de andere auto- en motorsport die bij de zender te zien is, zoals de Formule E, NASCAR, IndyCar en per 2022 de MotoGP. Wel wist de zender de samenvattingsrechten van de Formule 1 te bemachtigen, waardoor ook die onderdeel zouden worden van het vernieuwde programma. Mol en Plooij kregen een nieuwe rol en zouden vaker aanschuiven in de studio. Naast de vrijdaguitzending zou er ook een uitzending komen op zondag. Na het vertrek van Kamphues eind 2024 verhuisde de zondaguitzending naar maandagavond, waar het verderging als Ziggo Sport Race Café: De Stamtafel afwisselend gepresenteerd door Chris Zegers en Shelly Sterk.

## True or False
True or False is een reportage-serie van Jack Plooij en Olav Mol die te zien was in het programma. In een True or False werden in een interview stellingen voorgelegd aan mensen gerelateerd aan de Formule 1. Die stellingen mochten alleen met 'true' of 'false' beantwoord worden.
In 2019 ontstond er naar aanleiding van een geplande True or False enige consternatie tussen het Formule 1 team Renault en Mol en Plooij. Renault liet aan Mol en Plooij op het laatste moment weten dat bepaalde vragen niet gesteld mochten worden. Hier wilden Mol en Plooij niet aan meewerken, waarna aan Renault werd verteld dat het interview werd afgezegd. Dit schoot bij Renault in het verkeerde keelgat. De consequenties waren dat Mol en Plooij enige tijd geen interviews meer met mensen van het Renault Formule 1 team mochten doen. 2019 was ook het jaar waarin er een special opgenomen werd bij de Grand Prix van België met Max Verstappen en Sebastian Vettel. Dit werd gedaan vanwege de naderende voetbalwedstrijd tussen Duitsland en Nederland. De coureurs namen echter de regie over en bij wijze van grap liepen Mol en Plooij aan het einde van het interview weg.

## Bekendmakingen
In het programma vinden ook wel eens bekendmakingen of aankondigingen plaats. Zo was Nyck de Vries in 2018 te gast. In een aflevering vertelde hij dat hij in de Formule 1 bij het team van 
McLaren zou mogen rijden, als hij kampioen zou worden in de Formule 2. Dit was toen nog verder onbekend. Ook maakte Rudy van Buren bekend dat hij in de Porsche Carrera Cup ging rijden, terwijl dit pas een week later officieel bekend werd gemaakt.
In de zomer van 2018 maakte co-presentator Rob van Gameren een petitie aan voor een terugkeer van de Grand Prix van Nederland. Deze petitie werd onthuld in een aflevering van het Formule 1 Café. Het werd in korte tijd meer dan honderdduizend keer ondertekend. Uiteindelijk was de petitie zelfs goed voor iets meer dan 170.000 ondertekeningen.

## Kritiek
Het programma kent de nodige kritiek. Onder andere Christijan Albers heeft zich kritisch uitgelaten over de manier waarop Ziggo Sport de Formule 1 benadert. Hij ging hierbij in op het Formule 1 Café, want zo is er volgens Albers een gebrek aan heldere analyses in het programma. Ook zou er niet kritisch genoeg worden gekeken naar Max Verstappen. Volgens de presentator Rob Kamphues komt dit door de weinige fouten die de coureur maakt; hij ziet het programma meer als een 'nationale trots' voor Max Verstappen.